# 賃金未払い
賃金未払い（ちんぎんみはらい）とは、労働者が労働を行ったにもかかわらず労働の対価（賃金等）が支払われていない状態。英語には賃金窃盗（wage theft）という俗語がある。

## 米国
英語の賃金窃盗（wage theft）は実際には賃金未払いのほか、最低賃金違反、賃金の不当な控除、実質的には雇用関係があるにもかかわらず請負労働者の規定を適用する意図的な誤分類（Misclassification）などの総称をいう。

### ニューヨーク州
ニューヨーク州では賃金不払いの防止のため2011年4月9日にニューヨーク州賃金盗難防止法（Wage Theft Prevention Act）が施行され、雇用主が従業員に対し「給与等級および給与支払日の通知・確認書」を通知することが義務付けられた。
また、歩合制営業職員については、雇用主と歩合制営業職員の双方が歩合合意書（Commission Agreement）に署名して3年間保管しなければならない。歩合合意書の作成を怠った場合、営業職員が労働局に賃金不払いを申告すると、法律により当該職員が主張する雇用条件が合意条件になっていると推定される。

### ロサンゼルス
ロサンゼルスでは賃金や残業代の未払い、チップを分配しなかった事業主やその事業主に業務を委託する元請け企業を取り締まるため、2015年9月に賃金未払い取締り条例（The Fair Day's Pay Act, SB 588 , 通称 Wage Theft Enforcement Ordinance）が施行され、未払い賃金の支払いを義務付けており、請負元も5万ドルから15万ドルの範囲で保証金を支払わなければ事業は継続できない。

## 日本
賃金不払いは原則として労働基準法24条違反になる。罰則は30万円以下の罰金である（労働基準法120条1項）。
労働基準監督署による措置には調査、是正勧告、救済調停、和解、斡旋等がある。特に悪質な場合には労働基準監督官に告訴状が提出されることもある。

## 韓国
韓国の賃金未払いは日本の10倍で、経済規模を勘案すると実質30倍であるという調査がなされた。